# Томаш Моква
Томаш Моква (пол. Tomasz Mokwa, нар. 8 березня 1997, Слупськ, Польща) — польський футболіст, захисник футбольної команди «П'яст» з міста Гливиць.
З 2013 по 2014 роки захищав кольори «Флоти» (Свиноустя). 11 липня 2014 року уклав угоду з гливицьким «П'ястом» та приєднався до основної команди.

## Титули й досягнення
- Чемпіон Польщі (1):

П'яст (Гливиці): 2018-19